# Ванеча
Ванеча (словен. Vaneča) — поселення в общині Пуцонці, Помурський регіон, Словенія. Висота над рівнем моря: 236,1 м.